# La Guerra de las Joyas
Este artículo trata sobre el libro con este título. Para el hecho narrado, véase el artículo Guerras de Beleriand.
La Guerra de las Joyas es el octavo volumen (según han sido publicados en español) de la serie de libros de Christopher Tolkien titulada La historia de la Tierra Media, que analiza los manuscritos inéditos de su padre J. R. R. Tolkien. Es el segundo de los dos volúmenes (El anillo de Morgoth es el primero de ellos) que exploran los borradores de El Silmarillion escritos a finales de 1951, con la redacción de El Señor de los Anillos ya completa.

## Contenido
Este volumen incluye:
- La segunda parte de los borradores de 1951 de El Silmarillion.
- Una recopilación expandida de los «Anales Grises», la historia de Beleriand tras la llegada de los Elfos.
- Narraciones adicionales sobre Húrin y la tragedia de sus hijos (véase Narn i Chîn Húrin). «Los vagabundeos de Húrin» es la conclusión al «Narn». No fue incluido en El Silmarillion finalmente publicado, porque Christopher Tolkien temía que la gran compresión que habría sido necesaria para hacer coincidir el estilo con el del resto del libro habría sido demasiado difícil, y habría hecho que la historia fuera demasiado compleja y difícil de leer.
- Explicación de cómo Christopher Tolkien, con la colaboración del que luego fuera escritor de fantasía Guy Gavriel Kay, construyó el capítulo 22 del Quenta Silmarillion, ya que ninguno de los textos dejados por Tolkien estaban lo suficientemente maduros como para servir. En particular, los viejos textos mostraban un retrato de Thingol como un miserable defraudador, que escamotea a los Enanos su paga; y una descripción de la Cintura de Melian mucho más débil que la impenetrable barrera de los escritos post-Señor de los Anillos.
- «Quendi y Eldar», que describe con mayor detalle el origen de los Elfos y sus divisiones.
- Exploración de Tolkien sobre los orígenes de los Ents y de las grandes Águilas.